# ドクターマリオくん
『ドクターマリオくん』は、任天堂発売のゲーム『ドクターマリオ』を原作としたあおきけい&みかまる作のギャグ漫画作品である。コミックボンボンにて、2003年1月号から2007年12月号まで連載されていた。

## 概要
マリオとピーチが患者に感染したウイルスの謎を解きながら、解決していく話である。マリオシリーズの新作ゲームなどが発売された際は、その作品を元にした話が書かれることが多い。
連載は約5年間続いたが、単行本は発売されなかった。

## 登場キャラクター

### メインキャラクター

#### マリオと仲間達
マリオ
この漫画の主人公。今作ではドクター（医者）として大活躍をしている。ピーチが調合するカプセルを使って数々のウイルスを消していく。キノコが大好物。ワルイージの策略により、ベビィマリオになってしまったことがある。一人称は「私」。
『ドクターマリオ』をドラゴンクエスト風に描かれたRPG漫画『ドクターマリオRPG』では勇者役として登場している。
ピーチ
マリオの助手をしているキノコ王国の姫。彼女が調合するカプセルによってマリオの役に立たせている。マリオ同様、ワルイージの策略により、ベビィピーチになってしまったことがある。おっとりした性格。一人称は「あたし」。
一度だけドレス姿で登場したことがある（ドクターマリオRPG）。
ルイージ
マリオの弟。不運体質の持ち主で、尚且つ内気かつ泣き虫であり、ことあるごとにメソメソしている事が多い。ヨッシーとは緑色繋がりのためか仲が良い。幼少時代は勇気があってやんちゃだった。一人称は「ぼく」。
ドクターマリオRPGでは緑魔道士として登場している。
最終回でウイルスで年賀葉書姿にされ、それが最後の姿だった。
ヨッシー
マリオの仲間。語尾に「ッス」をつける。ルイージとはいいコンビ。腹の中には見取り図がある。マリオランドの住民を食べてしまう困った所がある。一人称は「ぼく」。

#### クッパ軍団
クッパ
マリオの宿命のライバル。ウイルス三人組と手を組み（組んだというより手下にしている）、いつものようにキノコ王国とピーチを狙っているが、いつも失敗ばかり。しかし、利害の一致によっては協力することがある。息子にはクッパJr.がいる。
回を追うごとに出番が減っていき、ワルイージに悪役の座を取って代わられた。また、妙に素直な面もあり、クッパJr.の声を真似たワルイージに騙されウイルスと甲羅を盗まれた事がある。
赤ん坊の頃は、過去に来たクッパJr.を自分の偽者と勘違いした。最終回間際では次元ウイルスに憑りつかれたクッパJr.を元に戻そうとしたり、最終回では次元ウイルスにさらわれたピーチを助けるためにマリオたちと協力した。一人称は「オレ」または「オレさま」、幼少時代は「ぼく」。
クッパJr.
クッパの息子。最初はマリオを敵視しており、ニセマリオになってドルピック島にウイルスを出していた。失敗続きのクッパに幻滅し一度反抗したことがある。宇宙から来たウイルスを撃破して以来、次第にマリオに強い憧れを持つようになる。マリオの活躍はピーチとのチームワークによるものと考え、パートナーを探す旅に出た。最後はレッドウイルスをパートナーにした。最近ではマリオたちと手を組むことが多い。
素直な性格なため、ワリオやワルイージに騙されることが多い。一人称は「ぼく」。
ドクターマリオRPGでは、ウイルスに取り付かれたクッパを元に戻すためマリオたちの仲間となる魔法使いとして登場している。
ブルーウイルス・イエローウイルス・レッドウイルス
クッパと手を組んだウイルス。ブルーは関西弁、イエローは軍曹口調（「であります」）、レッドはのんびりとした口調で「なんだな」が口癖。ブルーとイエローは常にクッパのことを慕っており、クッパからも信頼されている。しかしレッドは存在感が無くクッパからあまり信頼されていないため、パートナー探しの旅に出て行き最後はクッパJr.のパートナーとなった。クッパJr.と喧嘩になることもしばしばあった。
よくクッパに燃やされる。一人称は、ブルーが「わい」、イエローが「わたし」、レッドが「僕」。
ドクターマリオRPGでは、ブルーとイエローはクッパの手下、レッドはクッパJr.と同行していた。職は不明だが「ものしり」が使える。
ノコノコ
クッパの部下。数人いる。

#### その他
ワリオ
マリオのライバル。宝に眼が無く、宝を手に入れるならばクッパ軍団を利用することもある。吸引力はウイルスを全て吸い込むほど強力。結構ドジ。一度ワルイージと手を組んだことがある。一人称は「オレ」または「オレ様」。
腕が無いのに、ドクターを名乗ったこともある。治療結果は診察前より事態が悪化している。黄色ヨッシーをマリオのふりをして診察して症状を悪化させてしまい、ダンジキンに感染したヨッシーを救うため、黄色の代わりにヨッシーの着ぐるみを着て治療に参加した際、着ぐるみを来ているだけなのに、タマゴ(カプセル状のもの)を生んだりと、環境適応能力を持つ。また、ハンコウキンに感染した際は普段からマリオに反抗しているため、逆に友情が芽生えていた。
時折番外として、ワリオカンパニーの社長として登場する話がある。
ワルイージ
ルイージのライバル。自称「紫のヒーロー」。ルイージを倒してNo.2になろうとしており、ゆくゆくはキノコ王国を乗っ取ろうとしている。変装が得意だが、長い顔と胴体のためマリオとピーチから見たらバレバレである。クッパに変装してクッパJr.にウイルスを作らせたことがある。長い足は、背中のぜんまいを巻くことが出来るほど器用。
料理人になれるウィルスを使い、料理対決でマリオたちに勝とうとしたが、マリオとルイージにより敗北し、罰として食器を全部洗う羽目になってしまった。
赤ちゃんに退化してしまうウイルスを使いマリオたちを赤ちゃんにし、キノコ王国を乗っ取ろうとしたが、ルイージとヨッシーに阻止される。
相手を騙したり出し抜くことに長けた非常に狡猾な性格で、いつもクッパJr.の素直さをつけ込んでいいように（クッパに変装したり、オレオレ詐欺を使ったり、偽の本を書いて堂々と取引させてウイルスを作らせるなど）利用し、さらにクッパをも騙している。おそらくクッパに代わる悪役とも言える。一人称は「オレ」。

### キノコ王国の住人
キノピオ
第1話から登場。ウイルスに感染する事が多々ある。
キノじい

クリボー
第1話から登場。ゲームとは違い敵ではなく、患者として来院したり、ヨッシーに食べられたり、ルイージを扱き使ったりしている。
パックンフラワー

ワンワン

ボム兵

ジュゲム

チョロプー

テレサ

ボムキング

ハナチャン

キラー

### ウイルス
ウイルス3兄弟がキノコ王国征服のために送り込んでくるウイルス。3兄弟でしか作れないが3兄弟が作った以外のウイルスも存在する。ウイルスだが名前にはキン（菌）がつくものが多い。
トゲウイルス
最初に出てきたウイルス。正式な名前は不明だがこのウイルスに感染すると、体中にトゲが生える。ウイルス3兄弟は国の住人でオルゴールを作ろうとした。
ヤリタイホーダイ
キラーの砲台に取り付いた。取り付かれるとキラーを打つ方向がメチャクチャになってしまう。
ダンジキン
ヨッシーに感染するウイルス。感染すると食べたものを消化できず、全てタマゴの代わりにガチャポンのカプセルのようになって出てくる。
ヒライキン
パックンに取り付き花粉を撒き散らす。その花粉を浴びると歌を唄いたくなり、へとへとになるまで歌ってしまう。パックンの中では、引いてある楽譜の線に沿ってしか動けない。
ムジャキン
感染された人間は体が小さくなってしまい、身も心も幼児化してしまう。
イヤーン&マー
お天気ウイルス。ジュゲムの雲に感染する。感染すると天候がメチャクチャになってしまう。
シードッキン
ゲッソーに取り付く。取り付かれると海に住むゲッソーでありながら海が苦手になってしまう。ウイルス自身も小心者であるが、合体すると体だけでなく気も強くなる。「赤信号みんなで渡ればこわくない」という言葉を諺と思っている。
13日のキン
テレサに取り付くお化けウイルス。不死身のテレサを倒す目的で作られる。取り付かれるとテレサは凶暴化して殺し合いをする。なお死ぬとテレサは人間?になってしまう。
ホールインワンワン
ゴルフ場に出現するウイルス。ワンワンに取り付き、近づく者をボールのように弾き飛ばす。感染したワンワンに噛まれると、ゴルフクラブになってしまう。
ムキムキン
ゴルフ場の池に住むウイルス。感染すると筋肉ムキムキになる。池ポチャで落ちてきたボールで屋敷を作っていた。池の中ではプクプクに感染していて、地上には長時間いられない。
トレーディングウイルス
通称「トレキン」。取り付かれた人間2人の中身が入れ替わってしまう。片方の患者のウイルスを全滅させれば、2人とも元に戻る。
キン河鉄道
感染すると新幹線のように走り続けてしまう。
もち憑キン
取り付かれると体が餅になってしまう。熱を加えると膨らむ。やわらかいのでカプセルをも弾いてしまうが、乾くと硬くなり効く。
カチンコキン / ジェットスキーン
雪だるまに感染するウイルス。感染すると雪は氷になってしまう。合体し進化するとジェットスキーンになりスピードが速くなる。
超合キン
このウイルスに感染すると、患者はしゃっくりと共に体が磁石化する。また、3兄弟の持つリモコンで患者同士が合体し巨大化することもできる。
オシオキン
ウイルス3兄弟ではなくマリオ自身が作った善玉ウイルス。患者の体内に入り、ウイルスを退治し、体の中を掃除してくれる至れり尽くせりのウイルス。しかし、ウイルス3兄弟が助っ人として呼んだウイルスに倒されてしまった。その後、最後の力を振り絞り風邪を引いたマリオを治した。
ブルース・ウイルス
ウイルス3兄弟が助っ人として呼んだウイルス。オシオキンを一撃で倒してしまった。
ゴールデン・ウイールス
このウイルスに感染すると一年中ゴールデンウイーク気分になってしまい、仕事をまったくしなくなってしまう。なお、マリオと戦うのがウイルスの仕事なのでウイルスは戦う事が出来ない。
トショキン
本に取り付くウイルス。取り付くと人を本の中に閉じ込めてしまう。ウイルス自体紙のように薄くてぺらぺらしている。火が苦手。
ハリキーン
台風ウイルス。感染すると体が竜巻のように高速回転する。動きが止まるとパワーダウンする。
ヤンキーンズ
大リーグウイルス。感染すると熱血野球人間になってしまう。
キンセイジン
ウイルス3兄弟が作ったのではなく、宇宙から来た地球外生命ウイルス。
ミズキキン
患者を乾燥させカップラーメン状にしてしまう。お湯を注げば元に戻れる。
マイゾウキン
患者を金貨にしてしまう。金貨になった患者には金額が書かれている。ボス自体は1万円でこれを超える金貨でしか倒せない。クッパが3兄弟（レットを除く）に作らせた最初のウイルス。
ソウジキン
患者を掃除用具に変えてしまう。
オバケヤシキン
患者を幽霊や妖怪などにしてしまう。ウイルス自体幽霊なため、カプセルをすり抜けてしまう。
ジダイゲキン
患者を時代劇役者にしてしまう。
パパイヤスズキン
頭のアフロヘアーに付いている木の実を食べ、果汁を吹きだす。果汁を浴びた患者は髪の毛がアフロヘアーのような果樹園になり、体中の養分を吸い取る。
ハンコウキン
感染すると絆が絶たれ反抗的になる。しかしワリオの場合は常にマリオに反抗しているためか逆に友情が芽生えた。
モミノキン / フライドチキン / ケーキン
患者をクリスマスツリーのイルミネーションなどにしてしまう。さらに、攻撃的なフライドチキン、ケーキンになる。
インセキン
キンセイジン同様、宇宙から来た地球外生命ウイルス。
キンボード
感染するとキーボードのキーになってしまう。
ニンギョウゲキン
感染すると操り人形になってしまう。患者はクッパJr.の台本通りに行動する。
チテイタンキン
感染すると鼻や尻尾がドリルになってしまう。
ヒャクニンリキン
感染すると数千人に増える。患者のクッパ本人は、甲羅が大きくなってしまい、裸の状態だったため、ダンボールを着ていた。さらに百人が集合する事でクッパ当人の百倍の強さを誇る。仙人と集合し千人力のパワーを上げようとするが、ダンボールを来たクッパ本人を吸収してしまい、仙人リキンになってしまい弱体化してしまった。
ケッコンシキン
患者を花嫁姿にしてしまう。
アルゼンキン
海外から来たウイルス。
サイシュウヘイキン
クッパが昆虫採集でクッパJr.に喜ばせようと作ったウイルスだが、反乱を起こす。